# 장궤
전량 태조 무왕 장궤(前涼 太祖 武王 張軌, 255년 ~ 314년, 재위 : 301년 ~ 314년)는 중국 오호 십육국 시대 전량(前凉)의 초대 왕이다. 자는 사언(士彦), 묘호는 태조(太祖), 시호는 무왕(武王)이다.

## 생애
장궤는 전한(前漢)의 개국공신 장이(張耳)의 후손으로 서진(西晉)에서 관직에 나가 상서랑(尙書郞), 산기상시(散騎常侍) 등 중직을 역임했다. 301년에 팔왕의 난으로 서진이 혼란에 빠지자 장궤는 중앙 조정의 한계를 깨닫고 양주(凉州 : 간쑤성 중서부)에 부임할 것을 청하였다. 이에 호강교위·양주자사(護羌校尉, 涼州刺史)에 임명되어 현지의 선비족을 토벌하고 양주 지역을 제패하고 반독립적인 세력이 되었다.
장궤는 양주를 장악한 이후에도 서진의 신하로서 자처하였다. 영가의 난으로 낙양(洛陽)이 함락되고 장안(長安)이 전조(前趙)의 공격을 받을 때에는 원군을 파견하여 돕기도 하였다. 이러한 공로에 따라 서진에서는 장궤를 서평군공(西平郡公)에 임명하였다.
314년에 병으로 사망하였다. 시호는 무공(武公)이었으나 354년에 장조(張祚)가 추존하여 무왕(武王)으로 시호를 올렸다.
| 전 대 - | 제1대 전량 왕 301년~314년 | 후 대 장식(張寔) |